# Карл Джонсон (вірусолог)
Карл Джонсон (14 травня 1929  — 10 жовтня 2023 ) — американський вірусолог, відомий відкриттям вірусів Мачупо, Хантаан та Ебола. Обіймав ключові посади в Американському товаристві тропічної медицини та гігієни.

## Кар'єра
Джонсон вивчав медицину в Університеті Рочестера, здобув ступінь доктора медицини та закінчив медичну ординатуру у пресвітеріанській лікарні в Нью-Йорку. 
З 1958, він працював у Національному інституті алергії та інфекційних захворювань (NIAID) з вірусами респіраторної застуди (спільно з Робертом М. Чаноком)
Джонсон працював 13 років, починаючи з 1962 року (з 1964 року як директор) у лабораторії Національного інституту охорони здоров’я в зоні Панамського каналу, а потім у Центрах контролю та профілактики захворювань (CDC) в Африці та Кореї. 
В Атланті він створив першу лабораторію рівня 4 для CDC. 
Після виходу на пенсію Джонсон продовжував працювати у фармацевтичній промисловості та був ад'юнкт-професором в Університеті Нью-Мексико. 
В  .
В 1981 році він залишив CDC, щоб працювати в Інституті інфекційних захворювань армії США як програмний директор з небезпечних вірусів.
Він також працював доцентом медицини та біології в Університеті Нью-Мексико, де його займався хантавірусними захворюваннями та екологією.

## Нагороди та визнання
- 1984/85: президент Американського товариства тропічної медицини та гігієни, від якого раніше здобув премію Бейлі К. Ешфорда
- 2011: премія Еда Новаковського з клінічної вірусології[6]
- 2021: Clarivate Citation Laureates